# Michel Rousseau
Michel Rousseau, född 5 februari 1936 i Paris, död 23 september 2016 i Saint-Yrieix-la-Perche, var en fransk tävlingscyklist.
Rousseau blev olympisk guldmedaljör i sprint vid sommarspelen 1956 i Melbourne.